# Протести євробляхарів
Протести євробляхарів відбулися 2018 року. Першопричиною стали жорсткі умови для ввезених вживаних авто із-за кордону, так званих «євроблях». Власники таких авто вдавалися до багаторазових протестів у Києві, на кордонах України. Вимоги протестантів — зменшити мито для легалізування таких авто.

## Передумови
Через низьку купівельну спроможність населення в Україні після 2008—2009 років (а ще більше після 2014—2016 років) дуже великим попитом стали послуговуватися вживані авто (передовсім із Європи). Такі авто коштують значно дешевше, ніж такі само, але легально завезені в Україну. Наприклад, 8-річний автомобіль, що був придбаний новим в Україні коштує на 2018 рік 10 000 — 15 000 дол, а точно такий із Західної Європи коштує лише 2 000 — 3 000 доларів. На 2014-16 роки склалася критична ситуація, коли такі автомібілі стали масово завозити із Європи. За українським законодавством іноді сума розмитнення досягала 10 000 доларів при вартості авто всього лише 2 000 доларів. Цю проблему більшість автовласників вирішувала різними способами. Один з найпопулярніших — авто залишалося із закордонною реєстрацією. Але автовласнику такого авто треба було раз на 3 місяці виїздити за кордон, оскільки таке авто може перебувати в України лише до 3 місяців. У 2017-18 роках це створило безпрецедентні черги на кордонах. Часом власники таких авто блокували пункти перетину кордону, таким чином протестуючи проти ситуації.

## Хронологія
У 2018 році відбулися читання законопроєкту за яким податки на вживані авто знижувалися в 2-3 рази. Але в той же час на певні категорії авто вони лишилися відносно високими, найвищі в Європі.
Все це одночасно призвело до масових протестів автовласників («євробляхарів») у Києві та інших містах України.
У кінці листопада євробляхарі почали перекривати дороги до автомобільних прикордонних пунктів пропуску на кордоні України з Польщею.
25 листопада автовласники перекрили ряд ПП: Раву-Руську, Краківець, Устилуг, а також Ягодин.